# Джу Чън
Джу Чън (на опростен китайски: 诸宸, традиционен китайски: 諸宸, пинин: Zhū Chén) е китайска шахматистка, международен гросмайстор, световна шампионка от 2001 до 2004 г. Фамилията ѝ е Джу, защото това е китайско име.

## Биография
Джу е първият китайски шахматист, победител от международно състезание, когато през 1988 г. става шампионка за девойки до 12-годишна възраст. След това на два пъти е шампионка при девойките до 20 години – 1994 и 1996 г. Когато е на 25 години, побеждава рускинята Александра Костенюк с 5:3 в Москва на финала за определяне на световната шампионка при жените. Китайката става деветата шампионка и остава такава до 2004 г., когато титлата ѝ е отнета от Антоанета Стефанова.
През юни 2004 г. играе мач срещу шахматния компютър „Star of Unisplendour“ в Пекин. Джу губи и двете си партии.
През 2006 г. в Гибралтар поделя първо място при жените на ежегодния открит шахматен турнир „Гибтелеком Мастърс“ с Антоанета Стефанова и Наталия Жукова.
През 2007 г. печели силния международен турнир за жени „Купа на Северен Урал“ с резултат 6/9 т.
От 2 декември 2010 година Джу Чън взима участие в Световното първенство по шахмат за жени в Хатай (Турция) по системата на елиминирането. В третия кръг среща най-силната китайска шахматистка Хоу Ифан. Основният мач с класическо контролно време завършва наравно 1:1 – съперничките печелят по една партия (+1, -1). В двете допълнителни партии по ускорен шахмат Джу Чън губи с черните фигури, завършва наравно с белите и отпада с общ резултат 1½:2½.
Женена е за катарския гросмайстор Моамад Ал-Модяки и представя Катар на международната сцена.